# Asota unicolor
Asota unicolor là một loài bướm đêm trong họ Erebidae.